# Salvatore Puccio
Salvatore Puccio (ur. 31 sierpnia 1989 w Menfi) – włoski kolarz szosowy, zawodnik profesjonalnej grupy UCI WorldTeams Team Ineos. 

## Najważniejsze osiągnięcia
2011
- 1. miejsce w Ronde Van Vlaanderen Beloften
- 4. miejsce w Giro della Toscana
  - 1. miejsce na 3. etapie

2012
- 3. miejsce na 5. etapie Tour de Suisse

2013
- 1. miejsce na 2. etapie Giro d'Italia (jazda druż. na czas)
  -  koszulka lidera wyścigu po 2. etapie (przez jeden etap)